# Linda Ellerbee
Linda Ellerbee est une productrice, scénariste et actrice américaine née le 15 août 1944 à Bryan, Texas (États-Unis).

## Filmographie

### comme productrice
- 1992 : Nick News with Linda Ellerbee (série TV)
- 1997 : Addicted (TV)
- 1998 : Intimate Portrait: Lauren Hutton (TV)
- 1998 : Intimate Portrait: Dr. Susan Love (TV)
- 1998 : Intimate Portrait: Cindy Crawford (TV)
- 1999 : Oh What a Time It Was (feuilleton TV)
- 1999 : Intimate Portrait: Eileen Ford (TV)
- 2000 : Intimate Portrait: Helen Keller (TV)
- 2001 : When I Was a Girl (série TV)
- 2001 : Intimate Portrait: Deidre Hall (TV)
- 2001 : Intimate Portrait: Laila Ali (TV)
- 2001 : Intimate Portrait: Calista Flockhart (TV)
- 2001 : Intimate Portrait: Liz Smith (TV)
- 2002 : Intimate Portrait: LisaGay Hamilton (TV)
- 2002 : Intimate Portrait: Paula Zahn (TV)
- 2002 : Intimate Portrait: Erika Slezak (TV)
- 2002 : Intimate Portrait: Pat Benatar (TV)
- 2003 : Intimate Portrait: Naomi Judd (TV)
- 2003 : Intimate Portrait: Cloris Leachman (TV)
- 2003 : Intimate Portrait: Penny Marshall (TV)
- 2003 : Intimate Portrait: Peggy Fleming (TV)
- 2003 : Intimate Portrait: Rosie O'Donnell (TV)
- 2004 : Feeding the Beast: The 24-Hour News Revolution (TV)
- 2004 : Inside TV Land: Primetime Politics (TV)
- 2005 : Inside TV Land: Tickled Pink (TV)
- 2005 : The WIN Awards (TV)
- 2005 : Animal Planet Report (série TV)

### comme scénariste
- 1997 : Addicted (TV)
- 1998 : Intimate Portrait: Cindy Crawford (TV)
- 2001 : Intimate Portrait: Diane Keaton (TV)
- 2001 : Intimate Portrait: Liz Smith (TV)
- 2004 : Inside TV Land: Primetime Politics (TV)

### comme actrice
- 1987 : Baby boom : Narrator